# Дормідонтовка (село)
Дормідо́нтовка (рос. Дормидонтовка) — село у складі Вяземського району Хабаровського краю, Росія. Адміністративний центр та єдиний населений пункт Дормідонтовського сільського поселення.

## Населення
Населення — 556 осіб (2010; 657 у 2002).
Національний склад (станом на 2002 рік):
- росіяни — 88 %